# 신태진 (1885년)
신태진(申泰鎭, 일본식 이름: 平山泰鎭, 1885년 음력 9월 ~ ?)은 일제강점기의 지방행정 관료이다.

## 생애
본관은 평산이며 출신지는 함경북도 회령군이다. 한일 병합 조약 체결 전인 1906년에 현 함북 김책시에 있는 성진우체국에 들어가 통역 겸 통신 사무에 종사했다.
1909년에 고향인 회령군의 주사로 발령받았다가 이듬해 한일 병합 조약이 체결되면서 조선총독부 체제가 출범하여 총독부 소속으로 편입되었다. 회령군 군서기로 재직하며 함경북도 간이기상관측소 보조원으로 발령받은데 이어, 교육회 평의원 등을 역임하기도 했다.
1925년에 함경북도 길주군의 기상관측소 주임이 되었고, 1927년에 총독부 군수로 승진하여 온성군 군수에 임명되었다. 이후 경원군과 종성군 군수를 차례로 지냈다.
종성군수로 재직 중이던 1935년에 총독부가 편찬한 《조선공로자명감》에 조선인 공로자 353명 중 한 명으로 수록되어 있다. 경성군수를 맡고 있던 1936년을 기준으로 종6위 훈6등에 서위되어 있었다. 1937년 이후로는 함경북도 내무부에서 촉탁으로 근무했다.
2008년 공개된 민족문제연구소의 친일인명사전 수록예정자 명단 중 관료 부문에 포함되었다.

## 참고 문헌
- 신태진(申泰鎭) - 국사편찬위원회